# Entedon tachypterelli
Entedon tachypterelli är en stekelart som beskrevs av Charles Joseph Gahan 1931. Entedon tachypterelli ingår i släktet Entedon och familjen finglanssteklar. Inga underarter finns listade i Catalogue of Life.